# Хамавы

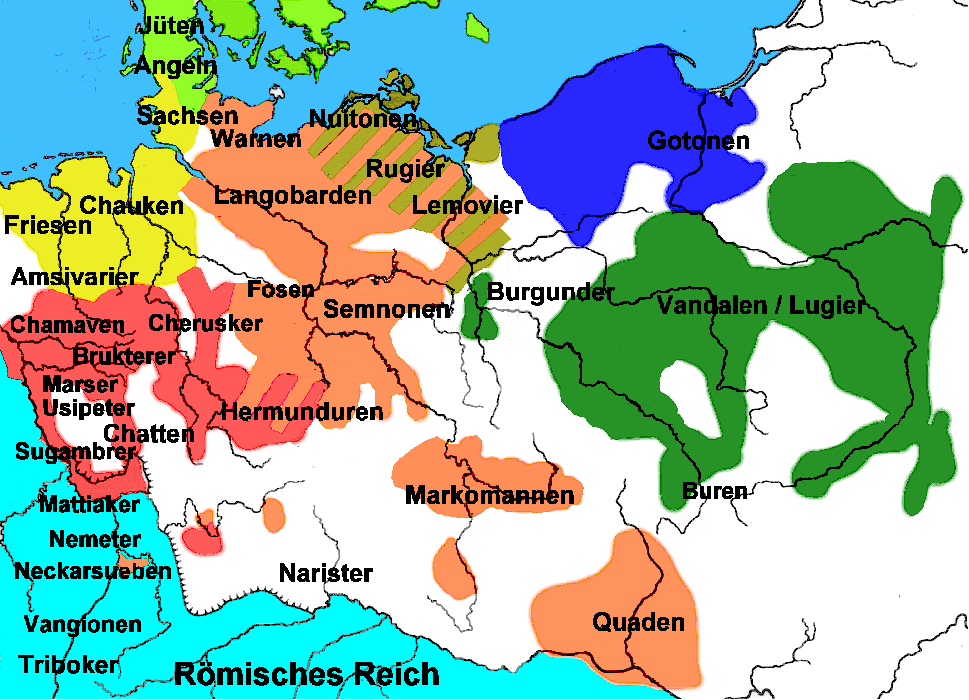
Схема расселения германских племён, в 50 году нашей эры.

Хама́вы (лат. Chamavi от древне-германского *хейм* дом, родина, когнат современное англ. home и нем. Heimat) — древнегерманское племя, принадлежавшее к группе истевонов (по Гримму, вернее, искевоны). 

## История
Первоначально хамавы жили на правом берегу нижнего течения Рейна, напротив Зюдерзее (Flevus), что в современной географии соответствует центральной и юго-восточной частям Нидерландов. В 55 году до нашей эры в эту местность пришли узипеты, тенктеры и тубанты, и тогда хамавы продвинулись, по-видимому, восточнее, в страну, которую отчасти тогда занимали бруктеры. Когда, после разгрома сигамбров Тиверием, в опустевшую страну их пришли тенктеры, узипеты и тубанты, хамавы захотели вернуться на место своего прежнего поселения, но римляне не позволили им этого и предоставили опустевшие земли в пользование своих солдат. 
Тацит в «Германии» помещает хамавов около тенктеров, в стране, которую некогда занимали бруктеры. Последние, как думал Тацит, были изгнаны и почти совершенно истреблены соседями (что было неверно). Во втором веке нашей эры снова заняли прежние места между реками Эмс и Эйссел, которые и позднее носили название «страны хамавов» (Хамавия). Оттуда они вторгались в Галлию. Император Юлиан прогнал вторгшихся в Галлию хамавов, заставив их возвратиться за Рейн. Тогда хамавы вошли в состав союза рипуарских франков, но сохраняли, в известной мере, обособленность, что выражалось, между прочим, и в том, что у них в их стране (Chamaland) действовало особое хамавское право (Хамавская правда).